# 말불버섯

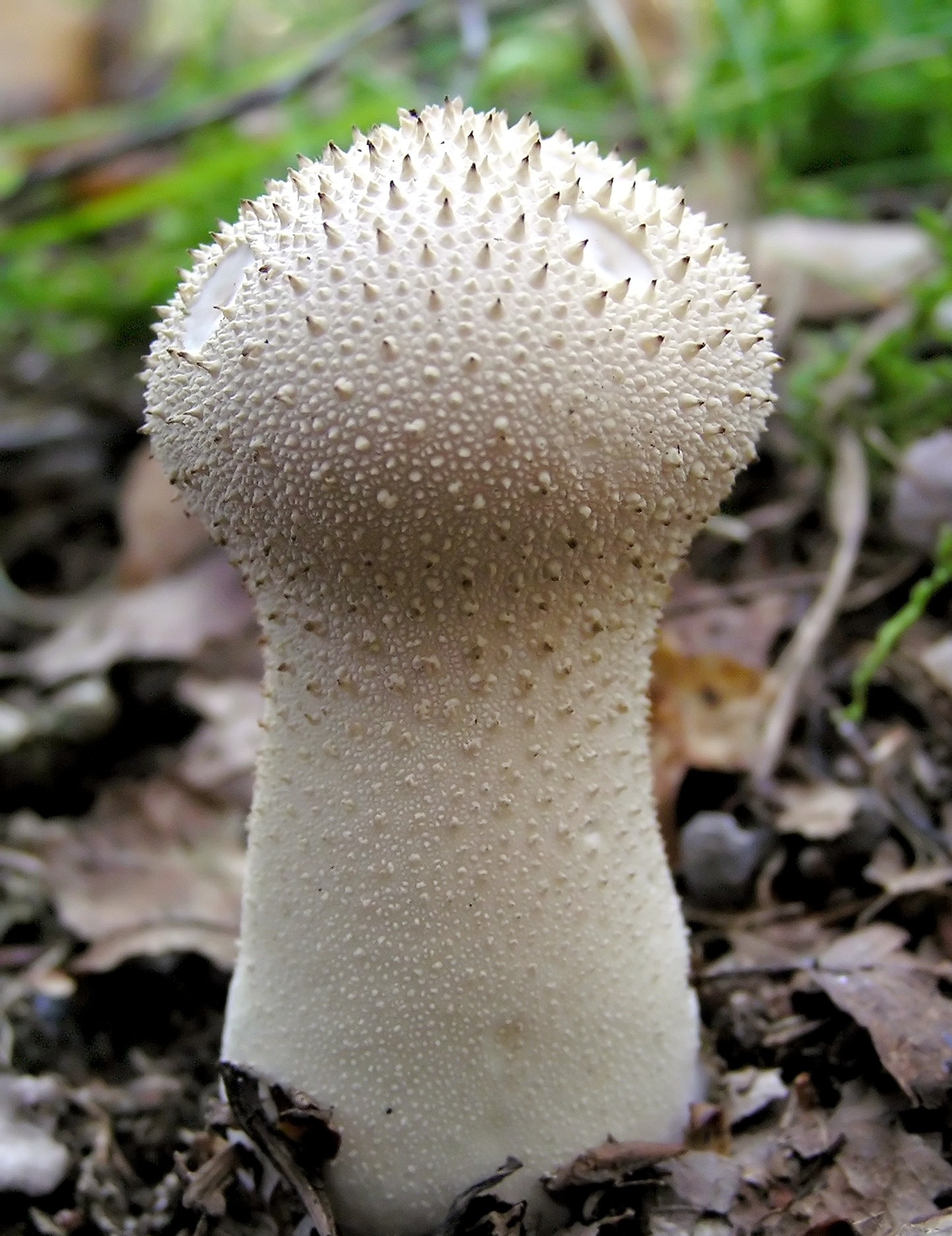

말불버섯(Lycoperdon perlatum)은 말불버섯과에 속하며, 자실체가 공 모양으로 포자를 완전히 둘러싸고 있는 버섯이다. 여름에서 가을에 걸쳐 산야·길가 또는 공원 같은 곳에서 흔히 발생한다. 몸 전체가 서양배 모양이고 상반부는 커져서 구형이 되며 크기는 높이 3-7cm, 지름 2-5cm이다. 어렸을 때는 백색이나 점차 회갈색으로 되고 표면에는 끝이 황갈색인 사마귀돌기로 뒤덮이며, 후에는 떨어지기 쉽고 그물 모양의 자국이 남는다. 속살은 처음에는 백색이며 탄력성 있는 스펀지상으로 그 내벽면에 포자가 형성된다. 성숙됨에 따라 살이 황색에서 회갈색으로 되고 수분을 잃어 헌 솜뭉치 모양이 되며 나중에는 머리 끝부분에 작은 구멍이 생겨 포자가 먼지와 같이 흩어진다.